# Judaszka
Judaszka (841 m) – szczyt w głównym grzbiecie Pasma Policy, które w regionalizacji fizycznogeograficznej Polski według Jerzego Kondrackiego zaliczane jest do Beskidu Żywieckiego, w nowszej regionalizacji z 2018 roku do Beskidu Żywiecko-Orawskiego. Znajduje się tuż po północno-wschodniej stronie przełęczy Malinowe (834 m). Główny grzbiet Pasma Policy na Judaszcze zakręca nieco na wschód i opada do szczytu Drobny Wierch. Pomiędzy nimi na południowym stoku jest niewielka polana. W 2012 roku rozciągały się z niej jeszcze widoki na południe (przy dobrej widoczności można było zobaczyć Tatry), jednak polanka stopniowo zarasta lasem. Na południowym stoku Judaszki wypływa Mostów Potok. Na południowy zachód, do doliny Cadynki opada z Judaszki boczny grzbiet z wierzchołkiem Groń.
Szczyt i północne stoki Judaszki należą do wsi Skawica, stoki południowe do wsi Sidzina, obydwie w województwie małopolskim, powiecie suskim. Judaszka jest całkowicie porośnięta lasem. Prowadzi przez nią czerwono znakowany Główny Szlak Beskidzki.
 Jordanów – Bystra Podhalańska – Drobny Wierch – Judaszka – Przełęcz Malinowe – Naroże – Soska – Krupówka – Urwanica – Okrąglica – Kucałowa Przełęcz. Suma podejść 830 m, suma zejść 170 m, czas przejścia 5 godz., z powrotem 4 godz. 15 min.